# Hans Konrad Biesalski
Hans Konrad Biesalski (Marburg, 14 april 1949) is een Duits arts.
Biesalski studeerde geneeskunde aan de universiteiten van Bonn en Mainz met specialisatie in de fysiologie en voedingsleer. Het onderwerp van zijn doctoraatsstudie is de rol van vitamine A op het binnenoor.
Sinds 1995 is Biesalski directeur van het Institute of Biological Chemistry and Nutrition Sciences aan de universiteit van Hohenheim-Stuttgart. Hij is tevens adviseur van de Wereldgezondheidsorganisatie (WHO) en de Verenigde Naties Voedsel- en Landbouworganisatie (FAO). 

## Erkentelijkheid
- 1982 - HERMES Vitamine-prijs
- 1993 - Fritz-Wörwag-Prijs
- 2007 - opname in de het Wissenschaftkolleg Berlin.